# Werneck
Werneck település Németországban, azon belül Bajorországban. Lakosainak száma 10 090 fő (2023. december 31.). Werneck Arnstein, Wasserlosen és Geldersheim községekkel határos.

## Népesség
A település népessége az elmúlt években az alábbi módon változott:
| Lakosok száma | 10 252 | 7784 | 10 242 | 10 246 | 10 222 | 10 206 | 10 177 | 10 231 | 10 146 | 10 090 |
|               | 1970   | 1975 | 2011   | 2012   | 2014   | 2015   | 2017   | 2019   | 2022   | 2023   |